# Tornado of Souls
«Tornado of Souls» es la séptima canción del álbum de estudio titulado Rust in Peace del grupo musical de thrash metal Megadeth. "Cuando terminé el solo de esta canción, Dave Mustaine entró al estudio, me miró y sin decir una palabra, estrechó mi mano. Fue en ese momento que sentí que era verdaderamente el guitarrista para esta banda" (Marty Friedman, 2002). La canción fue escrita después de que la novia de Dave Mustaine lo dejara.
La canción fue escrita por Dave Mustaine y David Ellefson, aparece en el juego Brütal Legend. La canción fue versionada por el exguitarrista de Megadeth Marty Friedman en su álbum Future Addict. También fue versionada por el grupo musical finlandés de death metal melódico Norther, en su álbum Death Unlimited de 2004.